# ボーズ＝ライアン家のネリッサとキャサリン
- ネリッサ・ボーズ＝ライアン（Nerissa Bowes-Lyon, 1919年2月18日 - 1986年1月22日）
- キャサリン・ボーズ＝ライアン（Katherine Bowes-Lyon, 1926年7月4日 - 2014年2月23日）

ボーズ＝ライアン家のネリッサとキャサリンは、イギリスの貴族ボーズ＝ライアン家に生まれた姉妹である。ジョン・ハーバート・ボーズ＝ライアン(通称ジョック)とその妻フェネッラの間は5人の女児が生まれたとされ、ネリッサは3番目の子、キャサリンは5番目の末子である。ジョックはエリザベス・ボーズ＝ライアン（ジョージ6世妃、後のイギリス王太后）の兄であり、姉妹はエリザベス2世とマーガレット王女の従姉妹にあたる。
「バークの貴族名鑑」には、ネリッサは1940年に、キャサリンは1961年に死んだと記載されていたが、1987年、姉妹は二人とも生存していることが明らかになった。二人は当時の用語で「痴愚」（imbeciles）とされ、会話のできない精神障害者として1941年からサリー州レッドヒル町の王立アールスウッド病院に入所していた。二人の姪にあたるエリザベス・アンソンは、1987年のガーディアン紙のインタビューにおいて、王室が二人の存在を隠蔽したのではないかという質問に対し、フェネッラ（二人の母）が「ぼんやりした人」でありバークの名鑑に多くを空欄で提出したためだと主張した。しかしバークの名鑑には二人の死亡月日まで記してあった。2011年に放送されたチャンネル4のドキュメンタリーでは、叔母のエリザベス王太后が王立学習障害協会の顧問であるにもかかわらず二人を見舞ったことはなく、彼女らに誕生日やクリスマスに贈り物やカードが届いたこともない、という看護師のインタビューが紹介された。1986年にネリッサが亡くなった時親族は誰も葬儀に出席せず、墓地はその存在がメディアによって暴かれるまでは識別番号と名前が記されたプラスティックの標柱が土に刺されているだけだった。後年、前述のエリザベス・アンソンら三人の親族が墓石を建てた。
ネリッサとキャサリンの母フェネッラの姉、ハリエット・ヘプバーン＝スチュアート＝フォーブズ＝トレフュシス（1897年 - 1958年）は、ヘンリー・ネヴィル・フェーン少佐とのあいだに7人の子供をもうけたが、そのうちの3人の女児が知的障害であるとされてアールスウッド病院に入っていた。イドネア・エリザベス・フェーン（1912年 - 2002年）、ローズマリー・ジーン・フェーン（1914年 - 1972年）、そしてエセルドレア・フラヴィア・フェーン（1922年 - 1996年）である。
アールスウッド病院の閉鎖に伴い、1996年に存命だったキャサリンとイドネアは他の数人の入所者とともにサリー州サウスナットフィールドのケトウィン・ハウス福祉施設へ移されたが劣悪な環境が批判の対象となり、2001年にこの福祉施設の閉鎖によってキャサリンはサリー州内の別の施設へ送られ、2014年に死去した。
『ザ・クラウン』第4シーズンの第7話でこの件が扱われている。